# 生寫真
生写真一词来自日文，是指摄影后的除冲洗之外，未经过任何修改的人物照片、或未经过商业性质处理的附属照片。
一般都将“生写真”一词等同于“公式照（官方照）”在使用。

## 主要介绍
在日本所发行的写真集、CD等封面及内容中，其中一部分未收录的照片或加上文字水印而没公开的照片就是所谓的生写真。通常日本歌手所发行的限定版唱片中，都内赠一套迷你生写真。
电影、电视剧等角色的形象定装照、剧照也是生写真。